# Congiunzione (linguistica)
In linguistica, la congiunzione (dal latino coniunctio, da coniungere, 'unire', calco del greco sýndesmos, 'giuntura', 'legame') è una parte del discorso. Serve a unire tra loro parole, sintagmi o proposizioni nel contesto della stessa frase o dello stesso periodo. Può anche trovarsi all'inizio delle frasi.
Le congiunzioni si possono classificare in base alla loro forma o in base alla loro funzione sintattica.
Il ruolo fondamentale delle congiunzioni è quello di unire in un'unica frase il contenuto informativo di due o più frasi. Ad esempio:
1. Devo andare a Londra per lavoro.
2. Devo andare a Torino per lavoro.

La fusione comporta l'eliminazione degli elementi ridondanti e si ottiene:
Devo andare a Londra e a Torino per lavoro.

## Classificazione in base alla forma
In base alla forma, le congiunzioni si suddividono in:
- congiunzioni semplici, cioè formate da una sola parola come e, o, non, ma, pure, mentre, come, che, se, anzi, però, anche;
- congiunzioni composte, che derivano dalla fusione di più parole (vedi Univerbazione) come cioè (ciò + è), affinché (a + fine + che), oppure (o + pure), perché (per + che), poiché (poi + che), appena (a + pena), eppure (e + pure), neanche (né + anche);
- locuzioni congiuntive, formate da due o tre parole: anche se, dal momento che, ogni volta che, piuttosto che.

## Classificazione in base alla funzione
In base alla funzione, si distinguono in coordinanti (o coordinative) e subordinanti (o subordinative). Le prime collegano parole o proposizioni con uguale rango sintattico o sintatticamente omogenee (vedi Coordinazione (linguistica)). Le seconde introducono le proposizioni dipendenti (vedi Subordinazione).
Tutte le congiunzioni instaurano legami semantici tra gli elementi che collegano: ad esempio, esse possono esprimere una contrapposizione tra due termini, l'esclusione dell'uno o dell'altro, il rapporto tra l'uno e l'altro ecc.

### Congiunzioni coordinanti
Le congiunzioni coordinanti (o coordinative) collegano parole o proposizioni che si trovano sullo stesso piano logico e che sono sintatticamente omogenee. Ad esempio:
C'ero anch'io, ma non ti ho incontrato.
Si distinguono in:
- copulative: esprimono il semplice collegamento tra i costituenti (come nel caso di e, anche, pure), anche con valore negativo (né, neanche, neppure).

Giovanni e Marco vengono.
Giovanni e Marco non vengono.
Non l'ho detto né scritto.
- avversative: esprimono un'opposizione tra i costituenti (ma, però, tuttavia, anzi).

Giovanni viene, ma non mangia.
- disgiuntive: uniscono due parole mettendole in alternativa ed escludendone una (o, oppure).

Puoi bere vino o birra.
- dichiarative (o esplicative): illustrano un costituente in rapporto all'altro (infatti, cioè, vale a dire).

Dopo aver parlato dell'inflazione, parleremo del fenomeno opposto, cioè quello della deflazione.
Giovanni non sta bene. Infatti, non è venuto.
- correlative: stabiliscono una corrispondenza tra i costituenti (e... e, o... o, sia... sia, sia... che, non solo... ma anche).

Prendo sia la torta sia il gelato.
O paghi o non entri.
- conclusive: esprimono una conseguenza o l'esito di un processo (dunque, perciò, quindi, pertanto, allora).

Se A=B e B=C, allora A=C.
Piove, quindi non esco.

### Congiunzioni subordinanti
Le congiunzioni subordinanti (o subordinative) collegano due proposizioni mettendole su piani diversi: una proposizione reggente (nella maggior parte dei casi, la principale) e una proposizione subordinata, che completa il significato della reggente, ma ne dipende e non dà informazione senza di essa. Ad esempio:
(1) Dario non parlò (2) perché aveva molta paura.
(1) proposizione principale; (2) subordinata causale, che spiega come mai Dario non abbia parlato, cioè completa l'informazione data dalla principale.
Le congiunzioni sono classificate in ragione del tipo di frase subordinata che introducono. Sono quindi dette:
- dichiarative (o esplicative): introducono una dichiarazione (che, come).

Dice che hai ragione.
Lo studio rivelava come molti italiani fossero ancora privi di un tablet.
- causali: introducono un motivo, una causa per cui si verifica l'evento espresso dalla reggente (perché, poiché, siccome, dal momento che, dato che ecc.).

Siccome piove, prenderò l'ombrello.
- finali: introducono un fine, uno scopo a cui tende quanto espresso dalla reggente (affinché, cosicché, dimodoché, perché).

Te lo spiegherò di nuovo, affinché tu possa capire meglio.
- consecutive: introducono l'esito, la conseguenza di quanto espresso dalla reggente (che). Nella reggente è spesso presente un antecedente (così, a tal punto, tanto).

Quell'uomo era talmente bello che nessuna donna poteva resistergli.
- temporali: introducono un'informazione di tipo temporale (quando, finché, fin quando, fintantoché, da che, da quando, dopo che, prima che, intanto che, tantoché, (non) appena, ogni qual volta, ogni volta che, ora che, mentre).

Canto ogni volta che faccio la doccia.
- concessive: negano una conseguenza attesa (anche se, per quanto, sebbene, nonostante, malgrado, benché, ancorché, quantunque).

Nonostante sia luglio, fa un po' di freddo.
- condizionali: introducono una condizione senza la quale non si avvera quanto espresso dalla reggente (se, purché, qualora, a condizione che, a patto che ecc.).

Se fossi ricco, comprerei un'auto.
Sono favorevole alla chiusura del negozio, purché sia breve.
- modali: indicano una circostanza di modo (come, come se, nel modo che, quasi).

Uscì di corsa come se ne andasse della sua vita.
- avversative: introducono una contrapposizione (mentre, quando, laddove ecc.).

Adoro il formaggio, mentre i salumi mi danno la nausea.
- eccettuative, esclusive, limitative: esprimono una eccezione, una esclusione, una limitazione a quanto espresso dalla reggente (eccetto che, fuorché, senza che, tranne che, salvo che, a meno che, per quanto, per quello che).

Mangia tutto, fuorché i piselli.
Andrò al mare, a meno che piova.
Senza che ci rendessimo conto, s'è fatta l'una.
Per quello che so, dovrebbe ritornare alle due.
- interrogative dirette come se, dove, come, quando, quanto, perché:

Non so come faccia a resistere.
Mi chiedo dove vivano quei due.
Non puoi neanche immaginare quanto quell'abito sia scollato.
- comparative come, così... come, più che, meno che, meglio che, peggio che, tanto quanto, tanto più, tanto meno ecc.).

Sei bravo più di quanto credessi.